# Municipio de Nora (Suecia)
Nora (en sueco: Nora kommun) es un municipio de la provincia de Örebro, en el centro-sur de Suecia. Su sede se encuentra en la localidad de Nora. La fusión que condujo al municipio actual tuvo lugar ya en 1967 y en 1971 la ciudad de Nora se convirtió en un municipio unitario.

## Localidades
Hay cuatro áreas urbanas (tätort) en el municipio:
| # | Tätort   | Población |
| - | -------- | --------- |
| 1 | Nora     | 6740      |
| 2 | Gyttorp  | 709       |
| 3 | Ås       | 495       |
| 4 | Striberg | 295       |

## Ciudades hermanas
Nora está hermanado o tiene tratado de cooperación con:
- Fladungen, Alemania
- Hône, Italia
- Kõo, Estonia